# تبار انسان و گزینش در ارتباط با جنسیت
تبار انسان و گزینش در ارتباط با جنسیت (به انگلیسی: The Descent of Man, and Selection in Relation to Sex) کتابی در نظریه فرگشتی اثر طبیعی‌دان انگلیسی چارلز داروین است که نخستین بار در سال ۱۸۷۱ میلادی انتشار یافت. این دومین کتاب فرگشتی او پس از خاستگاه گونه‌ها در سال ۱۸۵۹ بود.

## ترجمۀ فارسی
کتاب تبار انسان، توسط انتشارات سبزان با ترجمه کاوه قدیمی به فارسی ترجمه شده است.